# أوسكار ديلوفانا
أوسكار بول ديلوفانا (26 سبتمبر 1895 - ج.7 يونيو 1945 م) ضابطًا عسكريًا ألمانيًا (إس إس-أوبرفورر) ومجرم حرب خدم كمؤسس وقائد وحدة العقوبات النازية إس إس-ديلوفانا خلال الحرب العالمية الثانية. خدم في بولندا وبيلاروسيا، ويرتبط اسمه ارتباطًا وثيقًا ببعض أكثر جرائم الحرب شهرة. كما قاتل في الحرب العالمية الأولى، وصراعات ما بعد الحرب العالمية الأولى، والحرب الأهلية الإسبانية. وبحسب ما ورد توفي بعد الحرب العالمية الثانية أثناء وجوده في حجز الحلفاء. وفقا لتيموثي سنايدر، «في جميع مسارح الحرب العالمية الثانية، لا يستطيع سوى عدد قليل التنافس بقسوة مع Dirlewanger».

## الحرب العالمية الأولى
ولد في فورتسبورغ. التحق بالجيش البروسي في عام 1913م وعمل كمدفعي رشاش في «كونيج كارل» فوج غرينادير 123، وهو جزء من الفيلق الثالث عشر (Royal Württemberg) ‏، على الجبهة الغربية للحرب العالمية الأولى، حيث شارك في قاتل الغزو الألماني لبلجيكا ولاحقًا في فرنسا. حصل على الصليب الحديدي من الدرجة الثانية والدرجة الأولى، بعد أن أصيب ستة مرات، وأنهى الحرب برتبة ملازم مسؤول سرية على الجبهة الشرقية في جنوب روسيا ورومانيا. وفقا لكاتب السيرة الألماني كنوت ستانغ، كانت الحرب عاملا مساهما حدد حياة ديلوفانا اللاحقة وأساليبه في «الحرب الإرهابية»، حيث إن «شخصيته غير الأخلاقية، مع إدمانه للكحول وتوجهه السادي الجنسي، تم تحطيمها أيضًا من خلال التجارب الأمامية للحرب العالمية الأولى وعنفها الهمجي وبربريتها».

## فترة ما بين الحربين
ذهب ديلوفانا بعد ذلك إلى إسبانيا، حيث انضم إلى الفيلق الأجنبي الإسباني خلال الحرب الأهلية الإسبانية. من خلال برجر، انتقل إلى فيلق كوندور الألماني  حيث خدم من 1936 إلى 1939 وأصيب ثلاث مرات. بعد مزيد من التدخل نيابة عنه من قبل راعيه بيرغر، قدم التماسًا بنجاح لإعادة النظر في قضيته في ضوء خدمته في إسبانيا. أعيد ديلوفانا إلى الحزب النازي، وإن كان ذلك برقم حزب أعلى (# 1,098,716). كما تم استعادة درجة الدكتوراه من قبل جامعة فرانكفورت.

## الحرب العالمية الثانية
في بداية الحرب العالمية الثانية، تطوع ديلوفانا في فافن إس إس وحصل على رتبة اوبرستورموهر. أصبح في نهاية المطاف قائد ما يسمى لواء ديلوفانا (كانت كتيبة في البداية، وتوسعت لاحقًا إلى فوج ولواء، وفي النهاية فرقة)، تتكون في الأصل من مجموعة صغيرة من الصيادين السابقين مع جنود من أكثر الخلفيات التقليدية. كان يعتقد أنه يمكن استخدام مهارات التتبع وإطلاق النار الممتازة للصيادين بشكل بناء في القتال ضد البارتزيان. في وقت لاحق، تم تجنيد جنود ديلوفانا في الغالب بين المجموعات المتزايدة باستمرار من المجرمين المدانين الألمان (المدنيون والعسكريون) ونزلاء معسكرات الاعتقال، بما في ذلك في نهاية المطاف المرضى العقليين، والمثليين جنسياً، والمعتقلين الغجر، و (في نهاية الحرب) حتى السجناء السياسيين حكم عليهم بسبب معتقداتهم وأنشطتهم المعادية للنازية.
تم تعيين الوحدة للمهام الأمنية أولاً في الحكومة العامة (بولندا المحتلة)، حيث عمل ديلوفانا كقائد توتنكوبف-إس إس لمعسكر عمل في ستاري دزيكو. كان المعسكر موضوعًا للتحقيق في إساءة المعاملة من قبل قاضي الإس إس جورج كونراد مورجن، الذي اتهم ديلوفانا بارتكاب أعمال القتل والفساد وراسينشانده أو تحطيم العرق (وبالتالي تم تخفيض رتبة مورجن نفسه وأرساله إلى الجبهة الشرقية). وفقا لمورجين، "كان ديلوفانا مصدر إزعاج ورعب لجميع السكان. لقد نهب الحي اليهودي في لوبلان مرارا وتكرارا، يبتز فدية ". وشملت الفظائع التي ارتكبتها ديلوفانا حقن الإستركنين في السجينات اليهوديات الشابات، اللواتي جردن من ملابسهن وجلدهن سابقاً، لمشاهدتهن يتشنجين حتى الموت أمامه وأصدقائه للترفيه. وفقا لراؤول هيلبرج، كان هذا المخيم حيث "تمت الإشارة إلى" إشاعة صناعة الصابون". وفقا للشائعات، "ديلوفانا" قطعت النساء اليهوديات وقمن بغليهن بلحم الخيل لصنع الصابون.
وفقا لبيتر لونجيريش، اتسمت قيادة ديلوفانا «باستمرار تعاطي الكحول والنهب والفظائع الوحشية والاغتصاب والقتل - وتسامح معلمه بيرغر مع هذا السلوك، كما فعل هيملر، الذي كان بحاجة ماسة إلى رجال مثل زوندركوماندوس ديلوفانا في معركته ضد» الوحشية". "  في رسالته إلى هيملر، أوصى إس إس- أوديلو جلوبوسنيك بديلوفانا، الذي «كان مسؤولًا عن المعسكر اليهودي في Dzikow ... كان قائدًا ممتازًا». خلال محاكمات نورمبرغ بعد الحرب، قال بيرغر: «الآن لم يكن الدكتور ديلوفانا صبيًا جيدًا. لا يمكنك قول ذلك. لكنه كان جنديًا جيدًا، وكان لديه خطأ كبير لم يكن يعرفه متى يجب التوقف عن الشرب».
في فبراير 1942، تم تخصيص الوحدة لعمليات مكافحة العصابات في روسيا البيضاء. في بلاد الدم: أوروبا بين هتلر وستالين، كتب تيموثي سنايدر أن «الطريقة المفضلة لدى ديلوفانا هي تجميع السكان المحليين داخل حظيرة، وإشعال النار في الحظيرة، ثم إطلاق النار بالرشاشات على أي شخص حاول الهرب». كما سيتم استخدام المدنيين المحاصرين بشكل روتيني كدروع بشرية وسيروا فوق حقول الألغام. في كتاب «سادة الموت»، كتب ريتشارد رودس أن ديلوفانا وقوته «اغتصبوا وعذبوا الشابات وذبحوا اليهود على غرار أينزاتسغروبن في بيلوروسيا بداية من عام 1942». قدر سنايدر بحذر أن سونديركوماندو، الذي كان في ذلك الوقت بحجم الفوج، قتل ما لا يقل عن 30,000 مدني بيلاروسي. كان هيملر مدركًا جيدًا لسمعة ديلوفانا وسجله الإجرامي، ولكن مع ذلك منحه الصليب الألماني من الذهب في 5 ديسمبر 1943، اعترافًا بأفعال وحدته مثل أثناء عملية كوتبوس (مايو - يونيو 1943)، والتي أبلغ خلالها ديلوفانا عن الإبادة أكثر من 14000 «قطاع طرق».

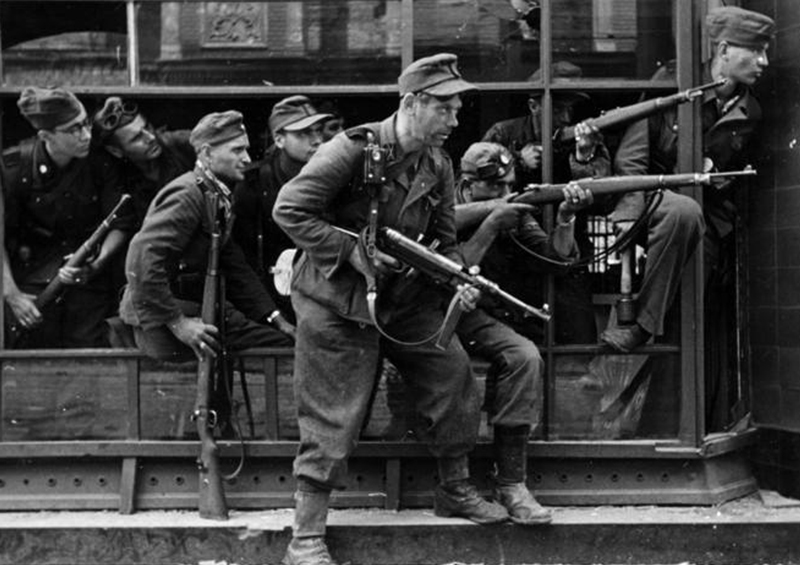
رجال ديلوفانا في وسط وارسو عام 1944

في منتصف عام 1944، خلال عملية باغراتيون، تكبدت وحدة ديلوفانا خسائر فادحة خلال القتال ضد الجيش الأحمر. ثم أعيد بناؤها على عجل وتم إصلاحها إلى "لواء العاصفة" واستخدمت في قمع انتفاضة وارسو. كتب المؤرخ مارتن ويندرو أنه في صيف عام 1944 قاد ديلوفانا" الجزارين والمغتصبين والنهب إلى العمل ضد انتفاضة وارسو، وسرعان ما ارتكبوا... جرائم لا توصف." في وارسو، شارك ديلوفانا في مذبحة وولا، جنبًا إلى جنب مع وحدات الشرطة التي قامت بجمع وإطلاق النار على حوالي 40.000 مدني، معظمهم في يومين فقط. في نفس منطقة Wola، أحرق ديلوفانا ثلاثة مستشفيات والمرضى داخلها، في حين "تم جلد الممرضات واغتصابهم جماعيًا وشنقهم عاريًات مع الأطباء. في وقت لاحق، "شربوا واغتصبوا وقتلوا في طريقهم إلى البلدة القديمة، وذبحوا المدنيين والمقاتلين على حد سواء دون تمييز بين العمر أو الجنس". في المدينة القديمة - حيث قتل حوالي 30.000 مدني - تم إطلاق النار على عدة آلاف من الجرحى في المستشفيات الميدانية التي اجتاحها الألمان وأضرموا النار في قاذفات اللهب. بعد الحرب، ادعى هاينز جودريان أنه بصفته رئيس أركان القيادة العليا للجيش، نصح هتلر بسحب وحدة ديلوفانا من المدينة، وأنه حتى ضابط الاتصال في هيملر فيجيلين وافق على ذلك بقوله: "هذا صحيح، يا فوهرر. هؤلاء الرجال هم الأوغاد الحقيقيون! ". ومع ذلك، استمر هتلر في الثناء على وحدة ديلوفانا.
تقديراً لعمله لسحق الانتفاضة وترهيب سكان المدينة، رقي ديلوفانا إلى رتبة إس إس- أوبرفورر، في 15 أغسطس 1944. في أكتوبر، حصل على وسام الفارس الصليبي الحديدي.
ثم قاد ديلوفانا رجاله في الانضمام إلى الجهود المبذولة لإخماد الانتفاضة الوطنية السلوفاكية في أكتوبر 1944، وتم نشرها في النهاية على الخطوط الأمامية للمجر وألمانيا الشرقية لمحاربة الجيش الأحمر المتقدم. في فبراير 1945، تم توسيع الوحدة مرة أخرى وإعادة تعيينها كقسم إس إس غرينداير. في نفس الشهر، أصيب بالرصاص في صدره أثناء القتال ضد القوات السوفيتية بالقرب من جوبين في براندنبورغ وأرسل إلى الخلف. كانت إصابته الثانية عشرة والنهائية في الحرب. في 22 أبريل، اختبأ. [بحاجة لمصدر]
يصف المؤرخون والباحثون ديلوفانا دائمًا بأنه شخص قاسي للغاية، بما في ذلك «القاتل النفسي والمعتدي على الأطفال» من تأليف ستيفن زالوجا، «السادية العنيفة» بقلم ريتشارد رودس،  و «خبير في الإبادة ومغرم بالسادية وكرامة الجسد» بقلم ج. بوير بيل.

### الموت
ألقت سلطات منطقة الاحتلال الفرنسية القبض على ديلوفانا في 1 يونيو 1945 بالقرب من بلدة Altshausen في أعالي Swabia بينما كان يرتدي ملابس مدنية ويختبئ تحت اسم مستعار في نزل صيد نائي، ورد أنه تم التعرف عليه من قبل سجين سابق في معسكر اعتقال يهودي، وأحضر إلى مركز احتجاز. توفي حوالي 5-7 يونيو 1945 في معسكر سجن في Altshausen، ربما نتيجة لسوء المعاملة.

## وصلات خارجية
- أوسكار ديلوفانا على موقع مونزينجر (الألمانية)